# Денен
Дене́н (фр. Denain) — коммуна во Франции, регион О-де-Франс, департамент Нор, округ Валансьен, кантон Денен. Расположена в 9 км к юго-западу от Валансьена и в 45 км к юго-востоку от Лилля, в месте впадения в реку Шельда канала Дюнкерк-Шельда, в 4 км от места пересечения автомагистралей А2 и А21. На севере коммуны находится железнодорожная станция Денен линии Валансьен-Лурш.
Население (2017) — 19 825 человек.

## История
24 июля 1712 года близ Денена произошло сражение между австро-голландской армией под командованием принца Евгения Савойского и французской армией маршала Виллара, закончившееся победой последнего, что способствовало вскоре окончанию Войны за испанское наследство.

## Достопримечательности
- Городской театр
- Музей археологии и истории
- Остатки бывшего аббатства Денен — Шато Ле Бре и прилегающий парк

## Экономика
Структура занятости населения:
- сельское хозяйство — 0,1 %
- промышленность — 6,5 %
- строительство — 6,2 %
- торговля, транспорт и сфера услуг — 30,6 %
- государственные и муниципальные службы — 56,6 %

Уровень безработицы (2017) — 35,2 % (Франция в целом — 13,4 %, департамент Нор — 17,6 %). 

Среднегодовой доход на 1 человека, евро (2017) — 13 650 (Франция в целом — 21 110, департамент Нор — 19 490).

## Демография
Динамика численности населения, чел.

## Администрация
Пост мэра Денена с 2011 года занимает член Социалистической партии Анн-Лиз Дюфур-Тонини (Anne-Lise Dufour-Tonini), бывший депутат Национального собрания и сенатор Франции. На муниципальных выборах 2020 года возглавляемый ею левый список одержал победу в 1-м туре, получив 57,10 % голосов.
| Период | Период | Фамилия              | Партия                  | Примечания                                                                                   |
| ------ | ------ | -------------------- | ----------------------- | -------------------------------------------------------------------------------------------- |
| 1971   | 1977   | Поль Монтюэль        | Социалистическая партия | предприниматель                                                                              |
| 1977   | 1983   | Анри Фьевес          | Коммунистическая партия | металлург, профсоюзный активист, член Генерального совета департамента                       |
| 1983   | 2001   | Артюр Брабан         | Коммунистическая партия | менеджер по продажам                                                                         |
| 2001   | 2008   | Патрик Леруа         | Коммунистическая партия | руководитель аппарата, член Генерального совета департамента, депутат Национального собрания |
| 2001   | 2011   | Патрик Руа           | Социалистическая партия | учитель, член Генерального совета департамента, депутат Национального собрания               |
| 2011   |        | Анн-Лиз Дюфур-Тонини | Социалистическая партия | директор колледжа, депутат Национального собрания, сенатор                                   |

## Известные уроженцы
- Патрик Руа (1957—2011) — французский политик, депутат Национального собрания, мэр Денена (2008—2011).
- Франк Дюмулен (1973) — олимпийский чемпион, чемпион мира и Европы по пулевой стрельбе

## Спорт
С 1959 года является местом проведения однодневной шоссейной велогонки — Гран-при Денена.

## Города-побратимы
- Мете, Бельгия

## Галерея

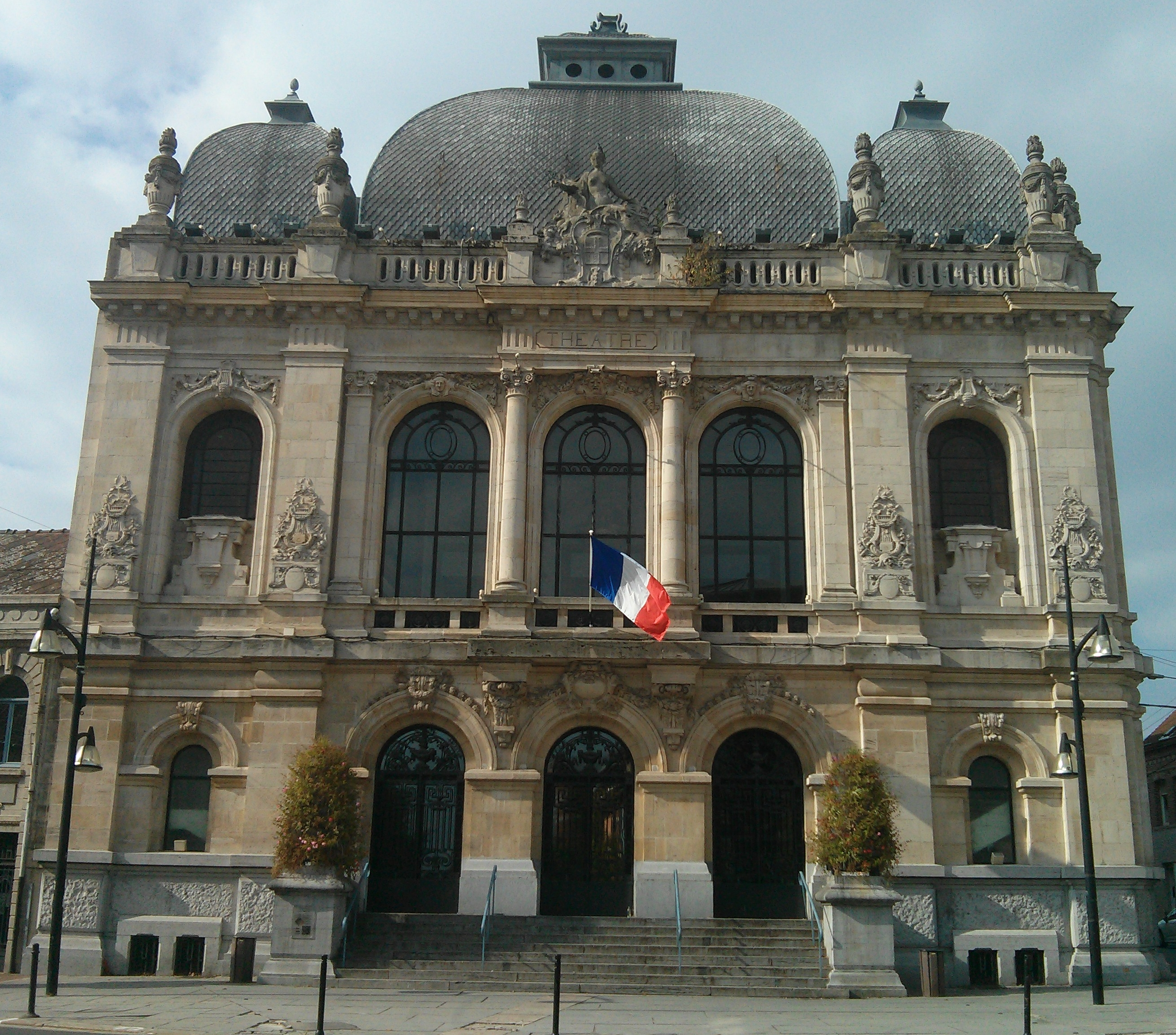
Театр Денена
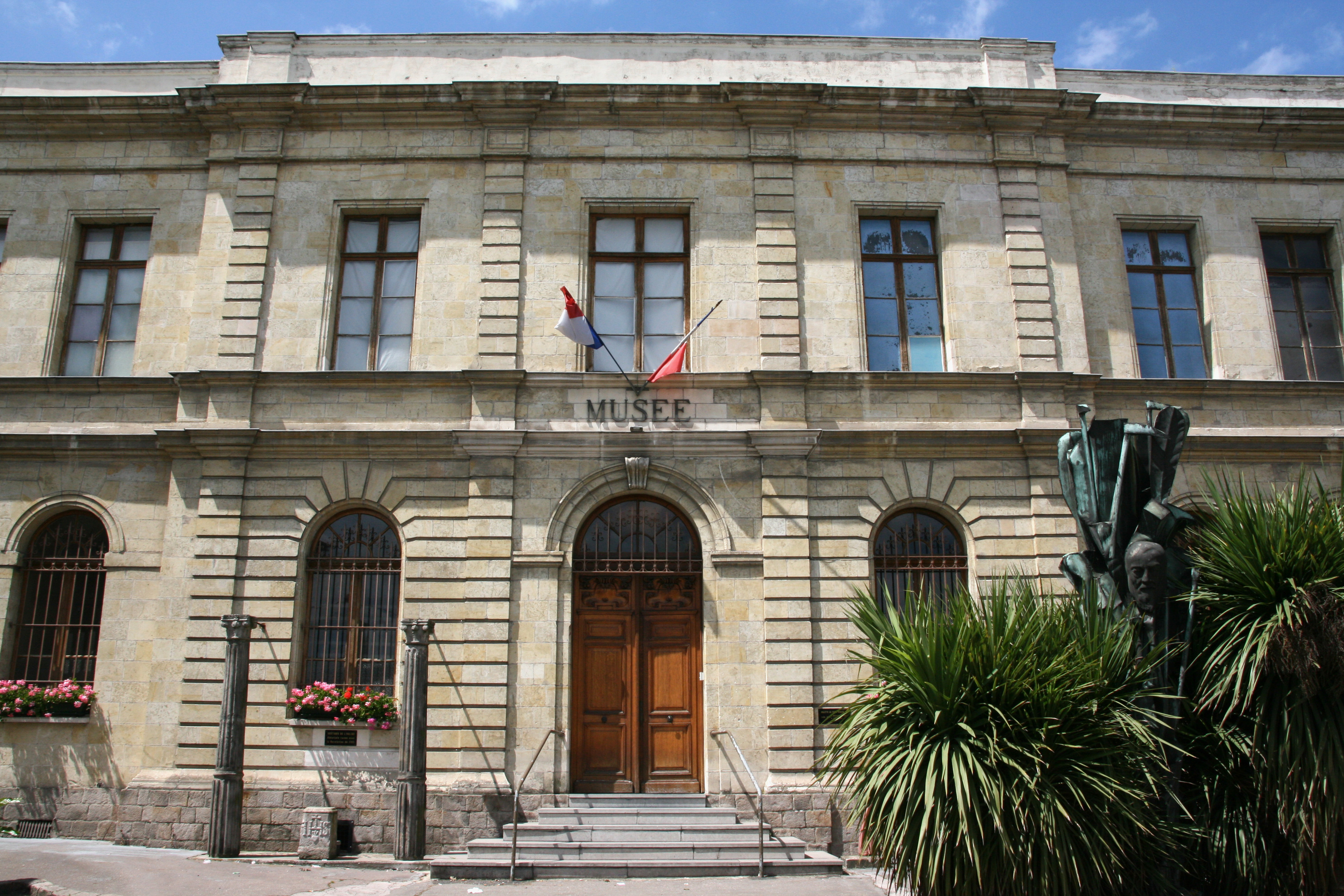
Музей археологии и истории
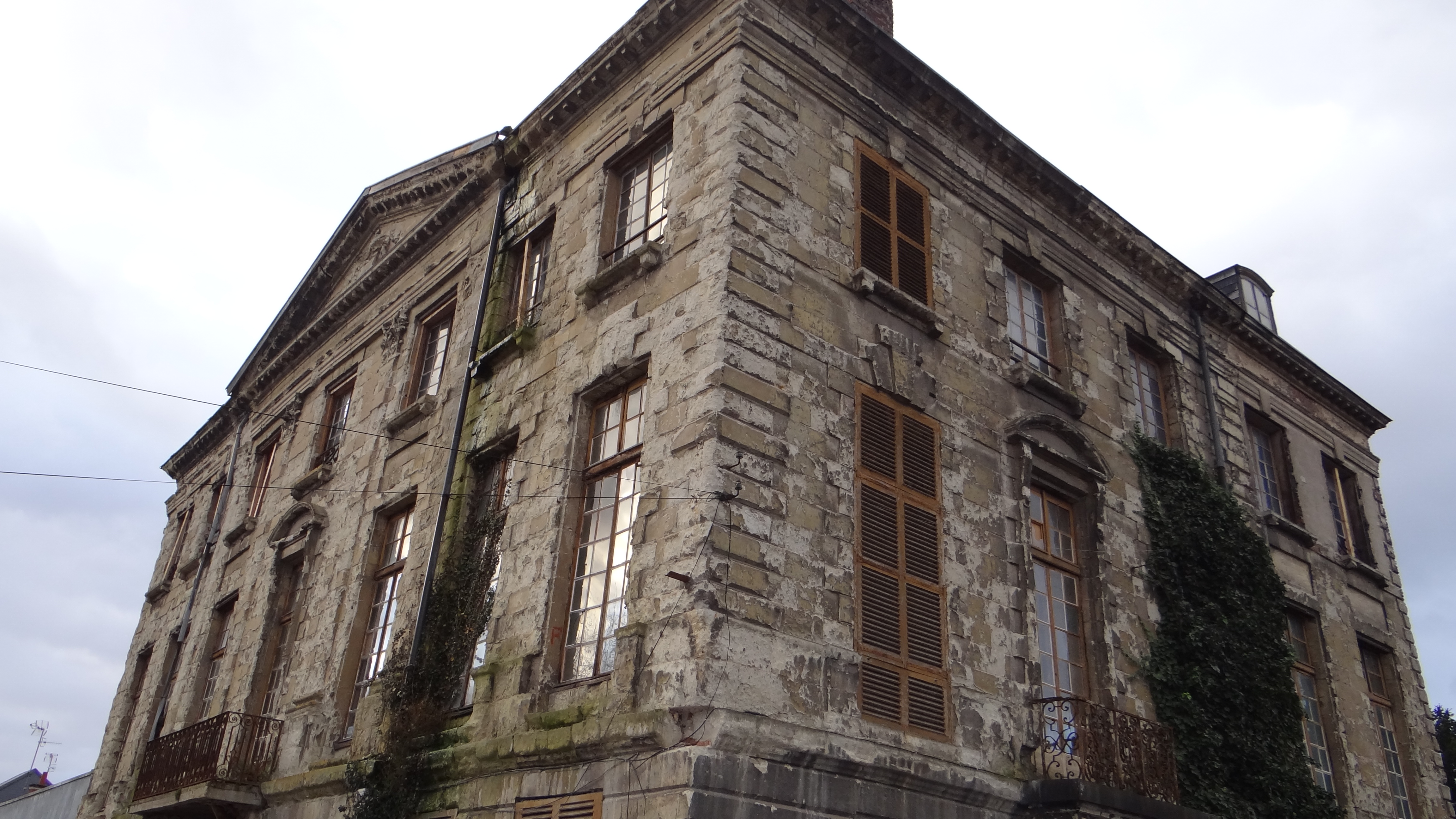
Шато Ле Бре
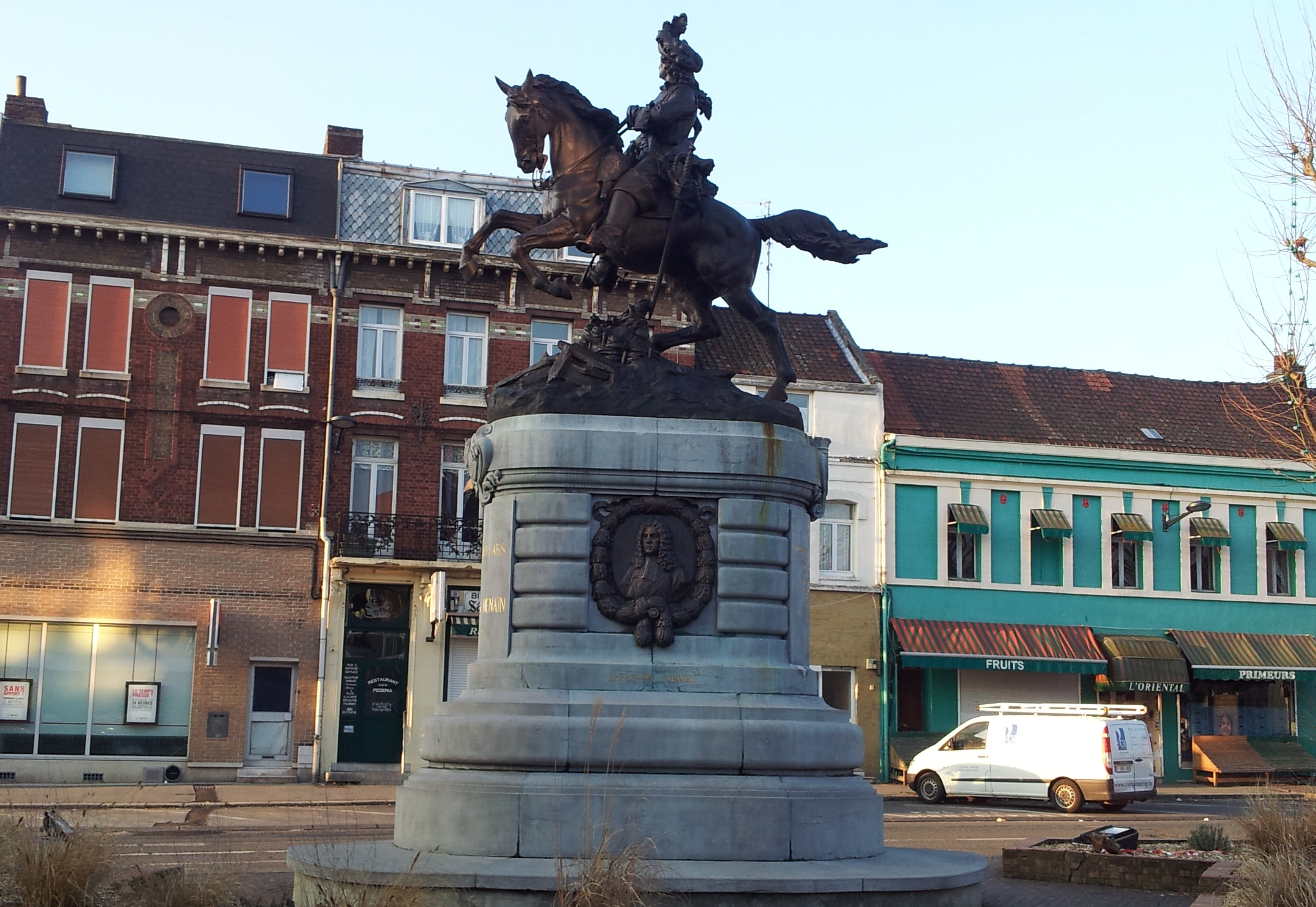
Памятник маршалу Виллару